# Chiesa della Natività di Maria Vergine e San Colombano
La chiesa della Natività di Maria Vergine è la parrocchiale di Belforte Monferrato, in provincia di Alessandria e diocesi di Acqui; fa parte della zona pastorale Ovadese-Genovese.

## Storia
L'originario luogo di culto di Belforte era dedicato a San Benedetto ed era ubicato esternamente al centro abitato.
In paese sorgeva invece la chiesa di San Colombano, che divenne parrocchiale a cavallo tra il Quattrocento e il Cinquecento.
Tuttavia, il 18 gennaio 1598 la parrocchialità fu trasferita nella quattrocentesca chiesa della Natività della Beata Vergine Maria, di dimensioni maggiori rispetto alla precedente.

## Descrizione

### Esterno
La facciata a capanna della chiesa, rivolta a nordovest e scandita da due paraste sorreggenti il timpano, presenta centralmente il portale d'ingresso, affiancato da lesene e sormontato dal fregio composto da metope e triglifi, mentre sopra si apre una finestra quadrilobato. 
Annesso alla parrocchiale è il campanile a pianta quadrata, la cui cella presenta su ogni lato una monofora a tutto sesto ed è coronata dalla lanterna a base circolare, sovrastata a sua volta da una statua.

### Interno
L'interno dell'edificio si compone di un'unica navata, le cui pareti sono scandite da lesene, sorreggenti un cornicione modanato e aggettante sopra cui si imposta la volta, e sulla quale si affacciano due ampie cappelle laterali introdotte da grandi archi a tutto sesto e ospitanti gli altari minori intitolati rispettivamente a San Defendente e alla Madonna del Rosario; al termine dell'aula si sviluppa il presbiterio, rialzato di alcuni gradini e chiuso dall'abside quadrata.
Qui sono conservate diverse opere di pregio, tra le quali la stufa con soggetto la Madonna del Rosario, scolpita nel XVII secolo, la pala raffigurante la Crocifissione, donata dalla famiglia Grimaldi, la settecentesca Via Crucis e la terracotta ritraente Gesù spogliato delle vesti.